# Andrew J. McDonald
Andrew J. McDonald (sinh ngày 11 tháng 3 năm 1966) là một thẩm phán người Mỹ và cựu chính khách từ Connecticut. Ông phục vụ như một công lý liên kết của Tòa án tối cao Connecticut.
Trước đây ông từng là thành viên của Thượng viện bang Connecticut từ năm 2003 đến 2011, đại diện cho quận 27 của bang ở Stamford và Darien với tư cách là đảng Dân chủ. McDonald đã từ chức từ cơ quan lập pháp vào ngày 4 tháng 1 năm 2011 để làm cố vấn pháp lý trưởng của Thống đốc Dan Malloy, một bài viết ông rời khỏi để tham gia băng ghế dự bị.

## Tuổi thơ và sự nghiệp
Là người bản địa Stamford, McDonald là con trai của Alex và Anne McDonald. Mẹ ông là một giáo viên lớp sáu, người đại diện cho Stamford tại Hạ viện Connecticut từ năm 1991 đến 2003.
McDonald được đào tạo tại Trường Công lập Stamford (Trường Trung học Stark, Dolan và Stamford) và hoàn thành bằng Cử nhân Chính phủ tại Đại học Cornell. Ông đã hoàn thành một Juris Doctor tại Trường Luật Đại học Connecticut năm 1991 và là biên tập viên quản lý của Tạp chí Luật Quốc tế Connecticut.
McDonald là đối tác kiện tụng với Pullman & Comley, LLC, tại Stamford từ năm 1991. Ông cũng từng là Giám đốc các vấn đề pháp lý cho Thành phố Stamford từ năm 1999 đến 2002. McDonald cũng từng phục vụ trong Hội đồng Tài chính Stamford từ năm 1995 đến 1999, với tư cách là chủ tịch hội đồng quản trị từ 1997 đến 1999, và là đồng chủ tịch của Ủy ban Kiểm toán  từ 1995 đến 1997. Ông phục vụ trong Ban đại diện Stamford từ the Cove từ năm 1993 đến 1995.

## Đời tư
McDonald là người đồng tính. Các chiến dịch của ông đã giành được sự ủng hộ của Quỹ Chiến thắng Gay & Lesbian. McDonald kết hôn với Charles Grey vào năm 2009. Ông là một trong mười thẩm phán tòa án tối cao của bang LGBT hiện đang phục vụ tại Hoa Kỳ.